# Knut Bengtsson (Ulv)
Knut Bengtsson (Ulv), född på 1400-talet, död på 1400-talet, var ett svensk riddare.

## Biografi
Knut Bengtsson (Ulv) var son till rikrådet Bengt Gotskalksson (Ulv) och Birgitta Arendsdotter (Styke). Han nämns första gången 1449 och var då riddare.

### Egendom
Knut Bengtsson hade Stävlö i Åby socken som sätesgård, som han fick 1451 av sin farfar Gotskalk Bengtsson (Ulv). Han ägde jord i Södra Möre härad och Tjusts härad i Småland och Bälinge härad i Uppland.

### Familj
Knut Bengtsson var gift med Anna Gustavsdotter (Ängaätten), dotter till riddaren, riksrådet och lagmannen Gustav Laurensson (Ängaätten) i Tiohärads lagsaga och Olofsdotter (Hjulstaätten). De fick tillsammans barnen Birgitta Knutsdotter som var gift med riksrådet Johan Bese, Bengt Knutsson och Gustav Knutsson.